# Стержень (озеро, Чашникский район, бассейн Свечанки)
Сте́ржень (бел. Сце́ржань) — озеро в Чашникском районе Витебской области Белоруссии. Относится к бассейну реки Свечанка, протекающей через озеро. Несмотря на достаточно значительную площадь, отличается крайне малой глубиной.

## Описание
Озеро Стержень располагается в 15 км к востоку от города Чашники, в болотистой ниэине. Высота водного зеркала над уровнем моря составляет 137,6 м.
Площадь поверхности водоёма составляет 2,05 км², длина — 1,83 км, наибольшая ширина — 1,44 км. Длина береговой линии — 5,31 км. Озеро отличается мелководностью. Наибольшая глубина — 0,8 м, средняя — 0,41 м. Объём воды в озере — 0,84 млн м³.
Котловина остаточного типа, округлой формы. Склоны невыраженные. Береговая линия извилистая. Берега сплавинные, поросшие кустарником и водно-болотной растительностью. Вокруг озера присутствует заболоченная пойма шириной до 50 м. Дно почти полностью покрыто сапропелем.
Запасы сапропеля озера Стержень составляют 5,7 млн м³, из которых 4,5 млн относятся к органическому типу, а 1,2 млн — к кремнезёмистому. Средняя мощность отложений составляет 3,3 м, максимальная — 7 м. Водородный показатель составляет 6,3—7,2, естественная влажность — 76—95 %. Зольность варьируется от 24 до 88 %. Содержание в сухом остатке: азота — 0,8—3,1 %, окислов кальция — 3,3—4,9 %, калия — 0,6—2,6 %, фосфора — 0,4 %. Сапропель может использоваться для мелиорационных работ или в качестве минерального удобрения.
Минерализация воды достигает 300 мг/л, прозрачность — до дна, цветность — 125°. Через озеро протекает река Свечанка (выше по её течению расположено озеро Маевское, ниже — озеро Слободское), впадает несколько ручьёв и мелиорационных каналов. Озеро эвтрофное.
Водоём целиком зарос подводной растительностью. По берегам произрастают тростник и осока.
Несмотря на деградацию гидрологического режима озера, в нём обитают различные виды рыб: карась, линь, окунь, плотва, щука.